# سانفي تالوار
سانفي تالوار  هي ممثلة، عارضة أزياء، مغنية، كاتبة ولدت سانفي تالوار في 9 يونيو 1991، في جالاندهار، البنجاب، الهند. وتنتمي إلى الديانة السيخية. في أعقاب الانتهاء من مدرستها، بدأت العرض وفي عام 2011، فازت بلقب ملكة جمال البنجاب.
كما انها مشهورة ايضاً في المسلسل التلفزيوني الدرامي “تشاندرا نانديني” في ستار بلس، والذي لعبت فيه دورًا رائعًا لوالدة بيندوسارا، الملكة دوردارا. دخلت Saanvi Talwar إلى الأضواء في عام 2011 عندما فازت بلقب ملكة جمال البنجاب. ظهرت لأول مرة في التمثيل مع المسلسل التلفزيوني الخيالي ا رجون في دور نها جوزيف في عام 2013. كما ظهرت في مسلسل Zee TV الدرامي “Qubool Hai” في دور شازيا رضا إبراهيم. من عام 2015 إلى عام 2016، لعبت دور البطولة كمانفي راهول سابهاروال في مسلسل.
شاركت سانفي تالوار شخصية على شاشةـ Yash Raj Films ، لكنها أخفقت في أن تصبح نجمة بوليوود. عُرضت عليها شخصية لابن عم ثاقب سليم في أفلام ياش راج “الصغرى داد كي ماروتي” ،

## الأعمال

### أفلام
- أرجون 2013 دور نها جوزيف
- قبول هاي 2014، باسم شازيا رضا إبراهيم *يا غوجاريا بادلين تشال دنيا
- سافدان الهند
- يه كاه أأ جاي هوم 2015-2016، في دور مانفي راهول سابهاروال
- تشاندرا ناندني 2016-2017 دوردارا.

### مسلسلات
- Arjun
- Qubool Hai
- O Gujariya: Badlein Chal Duniy
- Yeh Kahan Aa Gaye Hu
- Savdhaan Indi

"Chandra Nandni
- Haunted Nights
- CID

## مشوارها الفني
هي ممثلة هندية تلفزيونية شاركت سابقًا في مسلسلات مثل قبول هي Qubool Hai” بدور انكيتا وهو مسلسل (درامي هندي) عُرض على قناة زي تي في وعلى قناة زي ألوان، يتكون من 4 أجزاء. عرضت أول حلقة بتاريخ 29 أكتوبر 2012، وآخر حلقة بتاريخ 23 يناير 2016. يركّز المسلسل على حياة المسلمين، ويهدف إلى تبديد الصور النمطية حول الإسلام، تناول المسلسل بادئ الأمر قصة حب بين أسد أحمد خان (كاران سينغ غروفر)، وزويا فاروقي (سوربي جيوتي).
كما شاركت ايضاً في مسلسل  وأو غوجاريا: بادلين تشال دنيا O Gujariya: Badlein Chal Duniya ، مسلسل لفزيوني هندي بث على القناة الخامسة في الهند من 29 يونيو 2014 وحتى 3 أكتوبر 2014. وهو المسلسل التلفزيوني الثامن لأربعة أفلام أسود. تم توجيه العرض نحو حياة كلية الشباب في مدينة جابالبور. ينتهي العرض بسبب الاختلافات بين القناة ودار الإنتاج.
خلال لقاء صحفي لها قالت الممثلة سانفي تالوار، التي تشارك بدور مغنية كلاسيكية (مانفي شارما) في مسلسل إلى اين وصلنا، إن شخصيتها مستوحاة من الدور الذي لعبته ممثلة بوليوود فيديا بالان في عام 2005 في فيلم الدراما الرومانسية الموسيقية “Parineeta”.
وقد تم تصميم نظرات سانفي في المسلسل على فيديا في “Parineeta” وهي تلعب دور البنغالية في العصر المعاصر. هذا مشابه تمامًا لفيديا التي لعبت في فيلم براديب ساركار. “Vidya Balan في” Parineeta “هي من بين أكثر الأدوار روعة على الإطلاق، ليس فقط لمظهرها بل كشخصية أيضًا. وقالت سانفي في بيان لها إن شخصيتي في المعرض تشبه شخصيتها تمامًا.
سانفي تالوار هي نجمة هندية مشهورة في المسلسل التلفزيوني الدرامي “تشاندرا نانديني” في ستار بلاس، حيث لعبت دورًا رائعًا من والدة بيندوسارا، الملكة دوردارا. أصبحت في دائرة الضوء في عام 2011 عندما فازت بلقب ملكة جمال البنجاب. ظهرت لأول مرة في التمثيل مع المسلسل التلفزيوني الخيالي “STAR Plus” “أرجون” في دور نها جوزيف في عام 2013. كما ظهرت في مسلسل Zee TV الدرامي “Qubool Hai” في دور شازيا رضا إبراهيم. من عام 2015 إلى عام 2016، لعبت دور البطولة كمانفي راهول سابهاروال في برنامج تلفزيوني موسيقي “يه كاهن أيا غاي هوم”.

### دورها في مسلسل إلى أين وصلنا
تشارك النجمة سانفي تالوار بدور مانفي وهي فتاة بسيطة مجاورة قوية الإرادة وفخر والديها. الغناء في جيناتها وقد تدربت تحت عيون والدها الساهرة في الموسيقى الكلاسيكية. وراهول سباروال مغني ناجح وأحد الأسباب العديدة وراء نجاح إمبراطورية والده الموسيقية.  في حين يبدو أنه لا توجد طريقة أن يكون لهما أي نوع من المستقبل مع بعضهم البعض، فهل سيتدخل المصير ويجمعهما؟ هل الحب يربطهم سوية أم سينهار بسبب أسرهم؟
مسلسل إلى اين وصلنا  هو مسلسل تلفزيوني موسيقي هندي باللغة الهندية تم عرضه من 26 أكتوبر 2015 إلى 24 أغسطس 2016 من الاثنين إلى الجمعة في الساعة 9:30 مساءً (IST) على التلفزيون.  تم إنتاج العرض بواسطة إكتا كابور من بالاجي تيليفيلمز، وقام ببطولته كاران كوندرا وسانفي تالوار.مسلسل إلى اين وصلنا يضم فريقا من الممثلين مثل كالي براساد (Upmanyu Chatterjee)، و Dipali Kamath Shilpa Chatterjee ، و Giriraj Kabra Harsh Chatterjee ، و Navin Saini  Raj Sabharwal ، و Papiya Sengupta . كاجال بيزال (كاميا) من بين آخرين كثيرين